# 가이드 (텔레비전 프로그램)
《가이드》는 2015년 7월 23일부터 2015년 8월 13일까지 tvN에서 방영된 여행 버라이어티 프로그램이다.

## 출연자
- 권오중
- 안정환
- 박정철
- 김창옥

### 일반인 여행자
- 이경옥
- 한영재
- 우재경
- 김일심
- 강경란
- 허금자
- 박오순
- 심은실

## 시청률
| 2015년 | 2015년   | 2015년                      | 2015년     | 2015년      |
| 회차   | 방송일자 | 부제                        | AGB 시청률 | TNmS 시청률 |
| ------ | -------- | --------------------------- | ---------- | ----------- |
| 1화    | 7월 23일 | 첫번째 여행지! 네.덜.란.드  | 1.328%     | 1.3%        |
| 2화    | 7월 30일 | 두번째 여행지! 벨.기.에     | 1.035%     | 1.1%        |
| 3화    | 8월 6일  | 세번째 여행지! 프랑스 파.리 | 0.879%     | 0.9%        |
| 4화    | 8월 13일 |                             | 1.173%     | 0.9%        |